# Chalcosyrphus plesia
Chalcosyrphus plesia är en tvåvingeart som först beskrevs av Charles Howard Curran 1925.  Chalcosyrphus plesia ingår i släktet mulmblomflugor, och familjen blomflugor. Inga underarter finns listade i Catalogue of Life.